# 모태솔로
모태솔로는 아직 연애경험이 없는 남녀를 가리키는 인터넷 언어다. 어원은 어머니 몸에 나온 뜻의 모태(母胎)와 독신을 뜻하는 솔로가 합쳐진 말이다.

## 소개
태어나서 단 한 번도 이성과 연애를 해본 경험이 없는 젊은 남녀를 부르는 말로 온라인에서 이들을 가리켜서 어머니 뱃속에서 나와서 세상을 알아가면서도 한 번도 이성과 서로 만난 적이 없거나 결혼을 하지 못한 이들을 부르는 말이 되었다. 원래는 여초 사이트에서 연애경험이 없는 젊은 여자들을 중심으로 퍼진 용어였으나 한국방송 프로그램 개그콘서트의 솔로천국 커플지옥 코너에서 처음으로 등장하여 전파되었다. 

## 현황
모태솔로에 대한 근거는 아직 태어나서 이성과 서로 연애하거나 우정을 나눈 적이 없는 남녀를 가리키는 것이 시초인 것으로 보인다. 실제로 어머니 몸 속에서 자라다가 태어나서 세상을 알아갈 때까지 아직 어머니 이외에 이성을 만나거나 접한 적이 없거나 연애경험이 전무하거나 결혼을 하지 못한 사람들을 가리키는 것을 두고 생겼다는 일설도 있다. 

## 원인
성향에 따라 연애를 할 기회가 없거나 자의적으로 비혼이나 연애를 하지 않으려는 이들도 있어서 정확히 특정인이 한다는 것이 아니기 때문에 사람의 온도차나 성격차에 따라 다르게 나올 수 있다. 
또한 운명상 연애를 할 그런 기회가 오지 않아서 그런다는 말도 있고 아예 평생 독신으로 살아가고 싶은 이들도 있어서 경우에 따라 다를 수 있다. 